# Наволокское сельское поселение
Наволокское сельское поселение — упразднённое муниципальное образование в Холмском муниципальном районе Новгородской области России.
Административный центр — деревня Наволок, находится на севере района и поселения.
Территория сельского поселения расположена на юге Новгородской области, находится к северу и к западу от Холма. По территории протекает реки Ловать, Шульга, Загарка и др.
Наволокское сельское поселение было образовано в соответствии с законом Новгородской области от 11 ноября 2005 года № 559-ОЗ.
В соответствии с областным законом № 727-ОЗ, с 12 апреля 2010 года Красноборское сельское поселение и Наволокское сельское поселение преобразованы во вновь образованное муниципальное образование Красноборское сельское поселение.

## Населённые пункты
На территории сельского поселения расположены 8 населённых пунктов — 2 посёлка — Первомайский и Чекуново, а также 6 деревень: Высокое, Каменка, Кузёмкино, Наволок, Новички и Чекуново.

## Транспорт
По территории сельского поселения проходит автодорога из Холма в Поддорье и далее в Старую Руссу, а у деревни Кузёмкино проходит автодорога из Холма до посёлка Локня в Псковской области.